# NGC 194
NGC 194 este o galaxie eliptică aflată în constelația Peștii. A fost descoperită în 25 decembrie 1790 de către William Herschel. De asemenea, a fost observată încă o dată în 16 octombrie 1827 de către John Herschel.